# Patilla Pata
Le Patilla Pata est un stratovolcan bolivien. La date de sa dernière éruption est inconnue, mais elle est apparemment antérieure à l'Holocene la montagne possédant une importante couche de glace. La composition du volcan est principalement andésitique, mais on trouve également des coulées de lave basaltique.